# 石川さん Live News イット!
『石川さん Live News イット!』（いしかわさん ライブニュースイット）は、石川テレビ（フジテレビ系列）で2019年4月1日から夕方に放送されている石川県向けのローカルワイドニュース番組。2020年9月26日までは『石川さん Live News it!』のタイトルで放送されていた。

## 概要
キー局・フジテレビが『Live News it!』をスタートさせることに伴い、『石川さん プライムニュース』の後継番組として放送開始。タイトルの「石川さん」とは、石川テレビのマスコットキャラクターのこと。新聞やテレビ情報誌では『石川さん[N]イット!』（2020年9月26日までは『石川さん[N]it!』）と表記。
日曜日はこれまでと同じく、『FNN北陸中日新聞 日曜夕刊』の放送を継続するが、2019年4月7日から2020年9月27日までは『FNN Live News it!』、2020年10月4日からは『FNN Live News イット!』の番組名を差し替えての放送に変更となり、2025年4月6日からはタイトルが『北陸中日新聞サンデーNews』に変更された。
2020年9月28日からフジテレビが番組タイトルを『Live News イット!』へ変更することに伴い、本番組もタイトルを『石川さん Live News イット!』に変更し、平日版の放送時間を15:45 - 19:00に拡大（県内ニュースは18:09 - 18:45.30に放送）。16時台をネットするのは2013年4月 - 6月の『石川テレビスーパーニュース』以来7年3か月ぶりとなる。
2020年12月25日は本番組と『石川さん情報Live リフレッシュ』がコラボレーションした特別番組『きょうは特別な1日!リフレッシュとイット3時間の超合体SP!』を本番組の時間帯で放送（フジテレビ『イット!』は17:48 - 18:09のFNN枠のみネット）。16:50 - 17:48には本番組のスタジオ・出演者で『報道特別番組「感染クライシス2020 激動の1年に何を見た」』を放送し、県内ニュースは18:09 - 18:40に放送された（15:45 - 16:50・18:40 - 19:00は『リフレッシュ』のスタジオ・出演者で放送）。
2025年1月6日から新夕方ワイド番組『石川さんパレット』（月曜 - 金曜 16:45 - 19:00）を放送開始するため、平日版の放送は2024年12月27日をもって終了し、2025年1月以降は土曜版のみの放送となる。

### タイトルロゴ
『石川さん みんなのニュース』、『石川さん プライムニュース』に引き続き、フジテレビの番組ロゴに「石川さん」のロゴを追加したものとなっている。
- 初代（2019年4月1日 - 2020年9月26日）

カラーリング：石川さん Live Newsit!
上段に『石川さん』、中段に『Live News』、下段に『it!』と表記。
- 2代目（2020年9月28日 - 2022年10月1日）

カラーリング：石川さん news イット!
上段に『石川さん news』、下段に『イット!』と表記。
- 3代目（2022年10月3日 - 2024年3月30日）

カラーリング：!石川さん news イット!
ロゴのレイアウトは先代とほぼ同じだが、フジテレビに合わせてデザインが変更され「!」のエンブレムが左側に追加された。
- 4代目（2024年4月1日 - ）

カラーリング：!news イット!
横長レイアウトになり、「news」の上に「石川さん」（キャラクターのみ）を配置。

## 放送時間
| 期間      | 期間       | 平日                   | 平日                                                           | 土曜日                |
| 期間      | 期間       | 放送時間（JST）        | ローカルニュース枠                                             | 放送時間（JST）       |
| --------- | ---------- | ---------------------- | -------------------------------------------------------------- | --------------------- |
| 2019.4.1  | 2019.9.28  | 16:50 - 19:00（130分） | 月 - 木曜 18:25頃 - 19:00（約35分） 金曜 18:14 - 19:00（46分） | 17:30 - 18:00（30分） |
| 2019.9.30 | 2020.9.26  | 16:50 - 19:00（130分） | 18:14 - 18:50（36分）                                          | 17:30 - 18:00（30分） |
| 2020.9.28 | 2022.10.1  | 15:45 - 19:00（195分） | 18:09 - 18:45.30（36分30秒）                                   | 17:30 - 18:00（30分） |
| 2022.10.3 | 2023.9.30  | 15:45 - 19:00（195分） | 18:09.30 - 18:45.30（36分）                                    | 17:30 - 18:00（30分） |
| 2023.10.2 | 2024.12.28 | 15:45 - 19:00（195分） | 18:09 - 18:48.30（39分30秒）                                   | 17:30 - 18:00（30分） |
| 2025.1.4  | 現在       | （放送終了）           | （放送終了）                                                   | 17:30 - 18:00（30分） |

## 出演者
○は石川テレビアナウンサー（出演当時）、☆は『石川さん プライムニュース』から続投。

### 平日版

#### メインキャスター
- 稲垣真一○（2020.3.30 - [8]）
- 向山侑希○（2021.4.1 - ） - 月曜 - 木曜メインキャスター（2021.8.4 - ）。
- 平井美優○（2021.8.6 - ） - 金曜メインキャスター、『石川さん情報Live リフレッシュ』と兼務。

#### フィールドキャスター
- 秋末械人○☆[9]（2022.4.4 - ）

他にも『石川さん情報Live リフレッシュ』担当のアナウンサーが中継や取材などを担当したり、キャスターを代役することがある。

#### 過去
| 期間      | 期間      | 男性      | 女性        | 女性      |
| 期間      | 期間      | 男性      | 月曜 - 木曜 | 金曜      |
| --------- | --------- | --------- | ----------- | --------- |
| 2019.4.1  | 2019.9.27 | 塩野利明☆ | 加藤愛○☆    | 加藤愛○☆  |
| 2019.9.30 | 2020.3.27 | 塩野利明☆ | 河合莉菜○   | 河合莉菜○ |
| 2020.3.30 | 2021.7.30 | 稲垣真一  | 河合莉菜○   | 河合莉菜○ |
| 2021.8.2  | 現在      | 稲垣真一  | 向山侑希    | 平井美優  |

- 久保田啓介○（2019.4.19 - 2021.3.26） - フィールドキャスター、放課後スター（月曜[10]）・ふれ愛さんぽ路（金曜）担当。2021年3月29日から『石川さん情報Live リフレッシュ』担当。
- 飯田嘉太○☆[9]（2019.4.1 - 2022.4.1） - イイダスポーツ→イイダジャーナル担当。2022年4月4日から『石川さん情報Live リフレッシュ』MC就任。

### 土曜版
- シフト勤務

## エピソード
- 2022年1月17日には、同日開始の連続ドラマ『ドクターホワイト』（関西テレビ制作）に主演の石川県出身の女優・浜辺美波に稲垣がインタビューした模様を放送[11]。同日朝の『石川さん情報Live リフレッシュ』でもこの模様の一部が放送された。